# 埃滕港區
埃滕港區（西班牙語：Distrito de Puerto Eten），是秘魯的一個區，位於該國西北部蘭巴耶克大區的奇克拉約省，始建於1906年12月19日，面積14.48平方公里，海拔高度5米，2005年人口2,395，人口密度每平方公里170人。